# Paraprasina discolor
Paraprasina discolor là một loài bướm đêm trong họ Geometridae.